# تپه سردشت
تپه سردشت مربوط به هزاره دوم و اول قبل از میلاد است و در شهرستان جاسک، بخش بشاگرد، دهستان سردشت، میانه ضلع غربی روستای سردشت، پشت اداره هواشناسی واقع شده و این اثر در تاریخ ۲۳ بهمن ۱۳۸۵ با شمارهٔ ثبت ۱۷۳۶۹ به‌عنوان یکی از آثار ملی ایران به ثبت رسیده است.